# ماولا
ماولا هي قرية تقع في بلدية كيمنما في لابلاند في شمال غرب فنلندا.

## وصلات خارجية
- Satellite map at Maplandia